# Sigurd Haugen
Sigurd Hauso Haugen (Haugesund, 17 juli 1997) is een Noors voetballer die in het seizoen 2023/24 door Aarhus GF wordt uitgeleend aan NAC Breda. Haugen is een aanvaller.

## Carrière
Haugen is een jeugdproduct van Sandnes Ulf. In januari 2016 plukte eersteklasser Odds BK hem daar weg. Op 11 september 2016 maakte Haugen zijn officiële debuut in het eerste elftal van de club: in de met 2-4 gewonnen competitiewedstrijd tegen Lillestrøm SK viel hij in de 66e minuut in voor Jone Samuelsen. In de blessuretijd scoorde Haugen meteen zijn eerste doelpunt voor Odds. In zijn eerste seizoen in de Tippeligaen klokte Haugen af op drie wedstrijden. Het seizoen daarop kwam hij aan achttien wedstrijden, alle competities inbegrepen.
Op 3 februari 2018 maakte Haugen de overstap naar Sogndal Fotball, een club uit de OBOS-ligaen, het tweede niveau in Noorwegen. Haugen haalde in zijn eerste twee seizoenen telkens dubbele cijfers: in zijn eerste seizoen scoorde hij vijftien competitiedoelpunten, in zijn tweede seizoen tien. Het leverde hem in augustus 2019 een transfer op naar de Belgische tweedeklasser Union Sint-Gillis. Een jaar later verliet hij de club alweer voor het pas gepromoveerde Aalesunds FK.
In zijn debuutseizoen voor Aalesunds, waarin hij slechts vier keer scoorde, degradeerde hij meteen naar de Eliteserien. In het seizoen 2021 kroonde hij zich met de club tot vicekampioen van de 1. divisjon, waardoor de club na een jaar weer terugkeerde naar het hoogste niveau in Noorwegen. Met 21 competitiedoelpunten droeg Haugen een aardig steentje bij aan de promotie van Aalesunds.
Halverwege het seizoen 2022 maakte Haugen de overstap naar de Deense eersteklasser Aarhus GF, waar hij een vijfjarig contract ondertekende. In 31 competitiewedstrijden vond hij er slechts twee keer de weg naar de netten. Haugen sloot zijn seizoenstotaal wel af op zes doelpunten, want in de Deense voetbalbeker scoorde hij dat seizoen viermaal, mede dankzij zijn hattrick in de 0-8-zege tegen Vatanspor.
In augustus 2023 werd bekend dat Haugen de overstap maakte naar NAC Breda. De Bredase club huurt Haugen voor seizoen 2023/24, met na afloop van het seizoen het eerste recht van koop.

## Clubstatistieken
| Seizoen         | Club              | Land                | Competitie              | Competitie | Competitie | Beker | Beker | Europees | Europees | Overig | Overig | Totaal | Totaal |
| Seizoen         | Club              | Land                | Competitie              | Wed.       | Dlp.       | Wed.  | Dlp.  | Wed.     | Dlp.     | Wed.   | Dlp.   | Wed.   | Dlp.   |
| --------------- | ----------------- | ------------------- | ----------------------- | ---------- | ---------- | ----- | ----- | -------- | -------- | ------ | ------ | ------ | ------ |
| 2016            | Odds BK           | Vlag van Noorwegen  | Tippeligaen             | 3          | 1          | 0     | 0     | 1        | 0        | —      | —      | 4      | 1      |
| 2017            | Odds BK           | Vlag van Noorwegen  | Eliteserien             | 15         | 2          | 2     | 1     | 3        | 2        | —      | —      | 20     | 5      |
| 2018            | Sogndal Fotball   | Vlag van Noorwegen  | OBOS-ligaen             | 25         | 15         | 2     | 1     | —        | —        | 2      | 1      | 27     | 16     |
| 2019            | Sogndal Fotball   | Vlag van Noorwegen  | OBOS-ligaen             | 15         | 10         | 2     | 1     | —        | —        | —      | —      | 18     | 11     |
| 2019/20         | Union Sint-Gillis | Vlag van België     | Eerste klasse B         | 21         | 3          | 2     | 0     | —        | —        | —      | —      | 23     | 3      |
| 2020            | Aalesunds FK      | Vlag van Noorwegen  | Eliteserien             | 25         | 4          | 0     | 0     | —        | —        | —      | —      | 25     | 4      |
| 2021            | Aalesunds FK      | Vlag van Noorwegen  | OBOS-ligaen             | 30         | 21         | 3     | 2     | —        | —        | —      | —      | 33     | 23     |
| 2022            | Aalesunds FK      | Vlag van Noorwegen  | Eliteserien             | 13         | 7          | 2     | 1     | —        | —        | —      | —      | 15     | 8      |
| 2022/23         | Aarhus GF         | Vlag van Denemarken | Superligaen             | 22         | 2          | 3     | 4     | —        | —        | 9      | 0      | 34     | 6      |
| 2023/24         | → NAC Breda       | Vlag van Nederland  | Keuken Kampioen Divisie | 27         | 6          | 1     | 0     | —        | —        | 6      | 4      | 33     | 10     |
| Carrière totaal | Carrière totaal   | Carrière totaal     | Carrière totaal         | 208        | 73         | 17    | 10    | 4        | 2        |        |        | 229    | 85     |

Bijgewerkt op 18 mei 2024.